# Medaglia Agnes Mary Clerke
La medaglia Agnes Mary Clerke (in inglese Agnes Mary Clerke Medal) è un premio della Royal Astronomical Society assegnato con cadenza triennale dal 2017 per la ricerca storica nell'ambito dell'astronomia o della geofisica.
La medaglia prende il nome da Agnes Mary Clerke, astronoma irlandese e terza donna ad essere accolta nella Royal Astronomical Society.

## Cronotassi dei vincitori
- 2017 - Clive Ruggles
- 2020 - Michael Hoskin
- 2023 - James Arthur Bennett